# Република Ђенова
Република Ђенова, односно Пресветла Република Ђенова (итал. Repubblica di Genova; лиг. Repúbrica de Zêna), је била поморска република на подручју данашње северозападне Италије чије је средиште био данашњи италијански град Ђенова, а која је постојала од 11. до 18. века, тачније до 1797. године. Република је настала у 11. веку, када је Ђенова постала самостална градска комуна.
Током касног средњег века била је велика трговачка сила на Средоземном и Црном мору, а између 16. и 17. века је била један од главних финансијских центара у Европи.
Током своје историје, Република Ђенова је успоставила бројне колоније широм Средоземног и Црног мора, укључујући Корзику од 1347. до 1768. године, Монако, Јужни Крим од 1266. до 1475. и острва Лезбос и Хиос до 1462. године. Доласком раног новог века изгубила је многе своје колоније и морала је да промени своје интересе, након чега се фокусирала на банкарство чиме је постала финансијски центар Европе. Владар републике је био дужд који је биран на сваке две године, али је у суштини била олигархија којом је владала мала група трговачких породица, из којих су и бирани дуждови.
Ђенова је била позната као „la Superba” („Врхунска”), „la Dominante” („доминантна”), „la Dominante dei mari” („Доминант мора”) и „la Repubblica dei magnifici” („Република Величанствених“). Од 11. века до 1528. била је званично позната као „Compagna Communis Ianuensis”, а од 1580. као „Serenìscima Repùbrica de Zêna” (Најмирнија Република Ђенова).
Године 1797., после унутрашњих немира и под Наполеоновим притиском, Ђенова постаје француски протекторат под именом Лигурска република, коју је Француска анектирала 1805. Иако су се Ђеновљани побунили против Француске 1814. године и сами ослободили град, као резултат Бечког конгреса Ђенова је укључена у Краљевину Сардинију.
Ђеновљанска морнарица је играла фундаменталну улогу у богатству и моћи Републике током векова и њен значај је препознат широм Европе. До данас се њено наслеђе, као кључни фактор у тријумфу Ђеновљанске Републике, и даље признаје, а њен грб је приказан на застави Италијанске морнарице. Ђенова се 1284. године победнички борила против Републике Пизе у бици код Мелорије за превласт над Тиренским морем и била је вечити ривал Венецији за превласт у Средоземном мору.
Република је почела када је Ђенова постала самоуправна комуна у 11. веку, а окончала се када ју је освојила Француска Прва република под Наполеоном и замењена је Лигурском Републиком. Лигурска република је припојена Првом француском царству 1805. године; њена обнова је накратко проглашена 1814. након пораза Наполеона, али је на крају припојена Краљевини Сардинији 1815. године.

## Име
Званично је била позната као Република Ђенова (лат. Res Publica Ianuensis; лигурски: Repúbrica de Zêna), а Петрарка јој је дао надимак Ла Суперба, због њене славе и импресивних знаменитости. Више од осам векова република је била позната и као la Dominante (Доминантна), la Dominante dei mari (Доминант мора) и la Repubblica dei magnifici (Република величанствених).

## Историја

### Залеђина
Након пада Западног римског царства, на град Ђенову су извршила инвазију германска племена, а око 643. године Генову и друге лигурске градове заузело је Ломбардско краљевство под краљем Ротаријем. Године 773, Краљевство је припојено Франачком царству; први каролиншки гроф Ђенове био је Адемарус, који је добио титулу praefectus civitatis Genuensis. Током овог и следећег века Ђенова је била мало више од малог центра, и полако је градила своју трговачку флоту, која је требало да постане водећи комерцијални превозник западног Медитерана. Године 934–35 град је темељно опљачкала и спалила Фатимидска флота под Јакубом ибн Ишаком ал-Тамимијем. Ово је довело до расправе о томе да ли је Ђенова раног десетог века била „тешко више од рибарског села“ или живописног трговачког града вредног напада.
Године 958, повеља коју је дао Беренгар II од Италије дала је пуну законску слободу граду Ђенови, гарантујући поседовање његове земље у облику земљопоседа. Крајем 11. века општина је усвојила устав, на састанку који су чинили градска трговачка удружења (compagnie) и господари околних долина и обала. Нови град-држава назван је Compagna Communis. Локална организација је вековима остала политички и друштвено значајна. Још 1382. године, чланови Великог већа су класификовани како по пратиоцу коме су припадали, тако и по њиховој политичкој фракцији („племенити“ наспрам „народни“).

### Успон
Пре 1100, Ђенова се појавила као независна град-држава, једна од бројних италијанских градова-држава током овог периода, номинално, цар Светог римског царства је био господар, а бискуп Ђенове је био председник града; међутим, стварну власт је имао одређени број „конзула“ које је бирала народна скупштина годишње. У то време муслимански јуришници су нападали обалске градове на Тиренском мору. Муслимани су извршили рацију у Пизи 1004. године, а 1015. су ескалирали своје нападе, извршивши препад на Луни, а Муџахид ал-Сиклаби, емир Таифе из Деније, напао је Сардинију са флотом од 125 бродова. Године 1016, савезничке трупе Ђенове и Пизе браниле су Сардинију. Године 1066, избио је рат између Ђенове и Пизе – вероватно због контроле над Сардинијом.